# (450931) Coculescu
(450931) Coculescu es un asteroide perteneciente al cinturón de asteroides el 11 de marzo de 2008 por el estudio de EURONEAR desde el Observatorio de La Silla, Chile.

## Designación y nombre
Designado provisionalmente como 2008 EX154. Fue nombrado "Coculescu" en honor al astrónomo rumano Nicolae Coculescu, fundador del Observatorio Astronómico de Bucarest. Es el asteroide con mayor número que ha recibido antes (actualmente).

## Características orbitales
Coculescu está situado a una distancia media de 2,767 ua, pudiendo alejarse un máximo de 2,926 ua y acercarse un máximo de 2,609 ua. Tiene una excentricidad de 0,057 y la inclinación orbital 5,145 grados. Emplea 1862,00 días en completar una órbita alrededor del Sol.

## Características físicas
La magnitud absoluta de Coculescu es 17.1